# Echinoprocta rufescens
Echinoprocta rufescens là một loài động vật có vú trong họ Erethizontidae, bộ Gặm nhấm. Loài này được Gray mô tả năm 1865.